# Newton-on-Rawcliffe
Newton-on-Rawcliffe är en ort och en civil parish (benämnd Newton) i Storbritannien.   Den ligger i grevskapet North Yorkshire och riksdelen England, i den centrala delen av landet, 300 km norr om huvudstaden London.